# Sveto rodoslovlje
Sveto rodoslovlje (njem. Heilige Sippe, eng. Holy Kinship) naziv je popularne tematike u sakralnoj umjetnosti Njemačke i Niskih Zemalja tijekom kasnog 15. i ranog 16. stoljeća. Pojam se odnosi na obitelj i srodnike Isusa Krista.
Prema tradiciji, sveta Ana — spomenuta u Jakovljevom protoevanđelju — bila je majka Marije te tako Isusova baka. Prema nekim tumačenjima, Ana je bila i baka Ivana Evanđelista, Jakova Zebedejeva, Jakova Alfejeva, Šimuna i Jude. Ovi apostoli, kao i Ivan Krstitelj, bili su Isusovi bratići. Prema svetoj genealogiji, Anina sestra Hismerija (Esmerija) bila je majka Krstiteljove majke Elizabete i Eliuda, koji je bio djed svetog Servacija od Tongerena.
Tradicija prema kojoj je Ana imala trojicu muževa naziva se trinubium. Rodoslovlje spominje kroničar Jakov od Varazzea u svojoj Zlatnoj legendi (latinski Legenda Aurea). Prema Jakovu, Ana je imala tri kćeri imenom Marija. 